# Gila Almagor
Gila Almagor Agmon (em hebraico:  גילה אלמגור אגמון; nascida Gila Alexandrowitz; Petah Tikva, 22 de julho de 1939) é uma atriz, estrela de cinema e autora israelense. Em Israel, ela é conhecida como "rainha do cinema e do teatro israelense".

## Biografia
Gila Alexandrowitz (Almagor) nasceu quatro meses após a morte de seu pai, Max Alexandrowitz, um imigrante judeu da Alemanha que foi morto por um atirador árabe enquanto trabalhava como policial em Haifa. Almagor cresceu cuidando de sua mãe, Chaya, que aos poucos estava perdendo a sanidade depois de perceber que toda sua família na Alemanha havia morrido no Holocausto. Quando sua mãe foi internada em 1954, Almagor foi enviada para a aldeia juvenil de Hadassim.

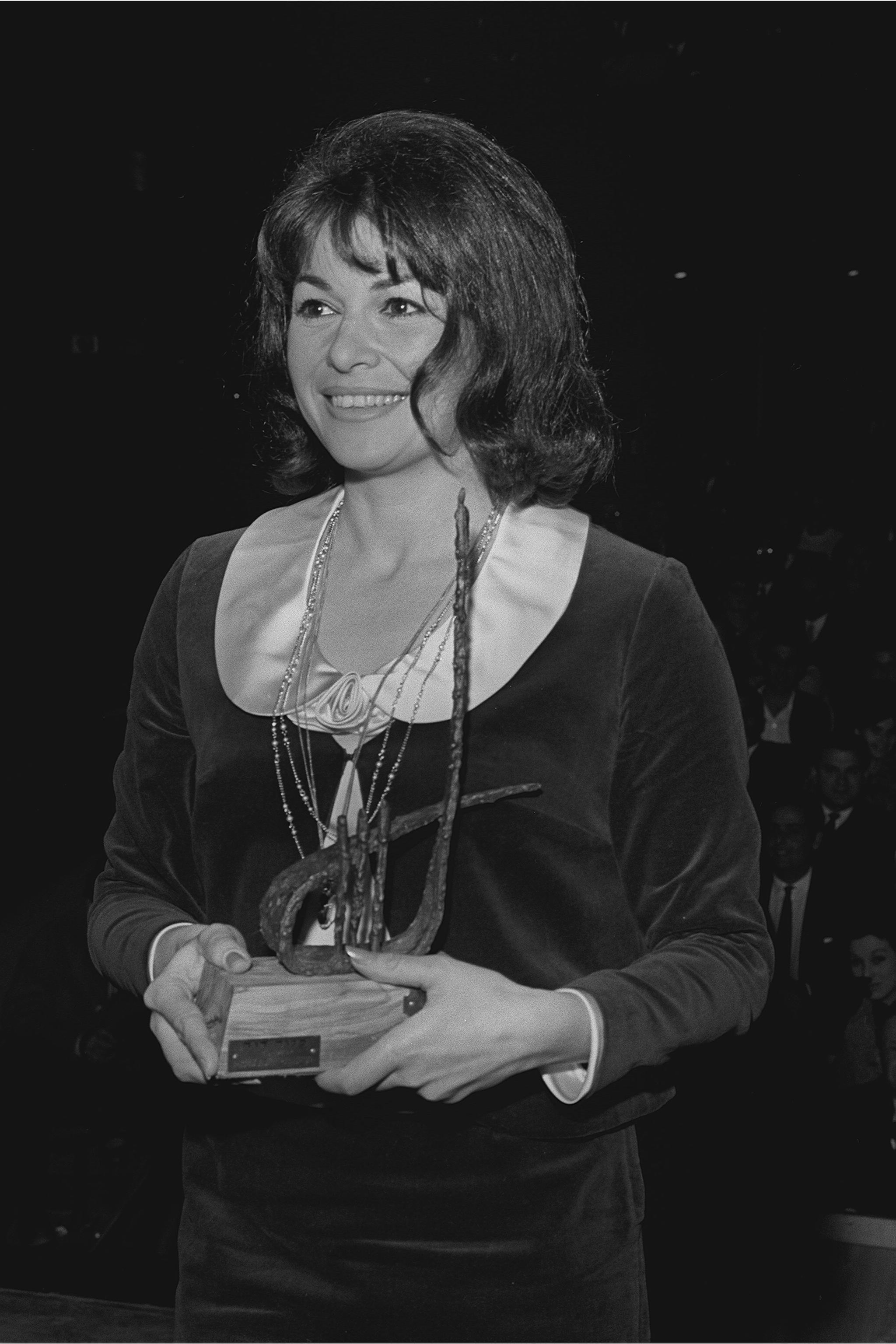
Gila Almagor, 1964

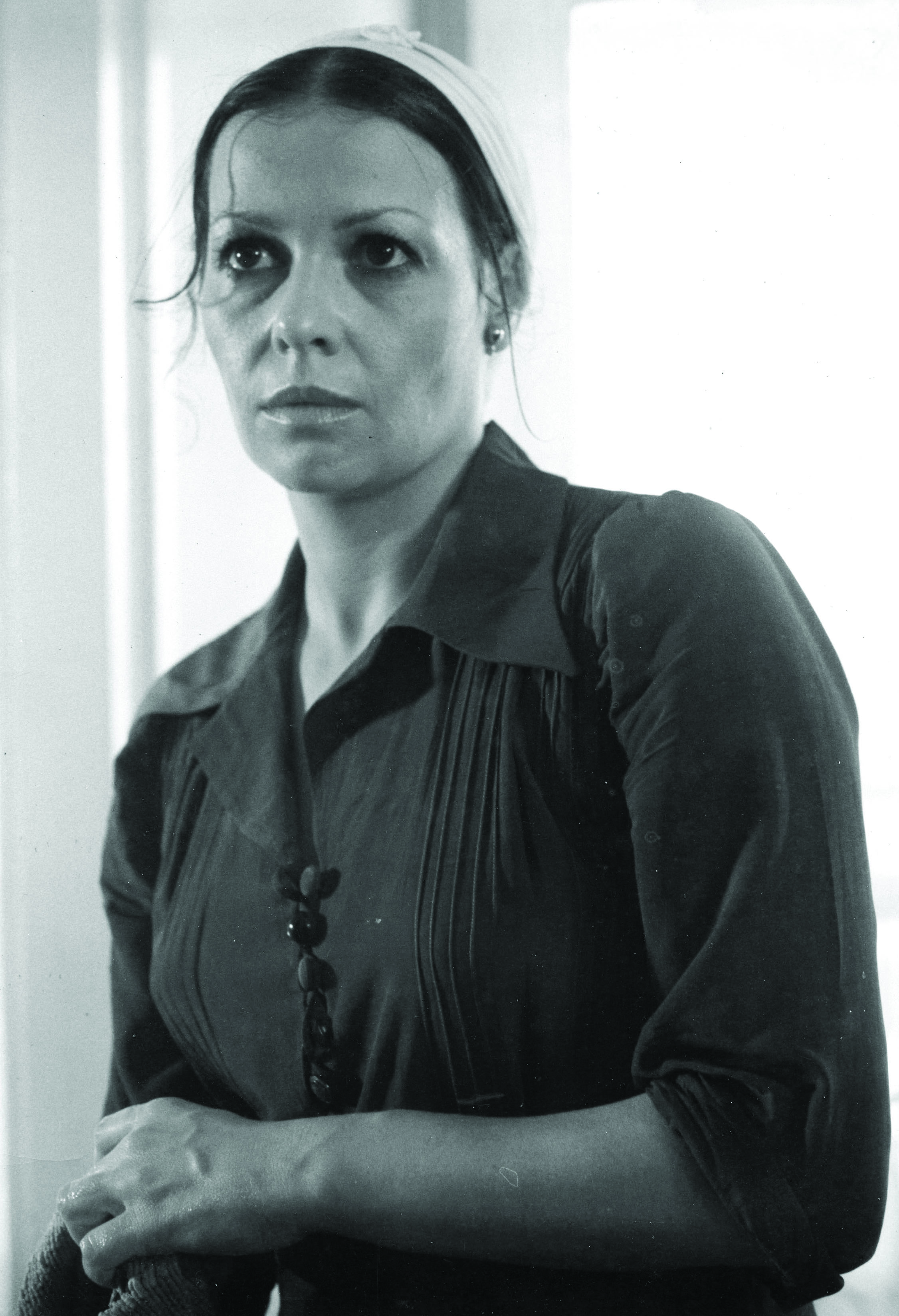
Almagor em "The House on Chelouche Street", 1973

Dois anos depois, ela se mudou para Tel Aviv, alugou um quarto perto do Teatro Habima e se inscreveu na escola de atuação. Embora ela fosse menor de idade, ela foi aceita.
Aos 17 anos, Almagor estreou na produção de Habima de The Skin of Our Teeth. Seus livros autobiográficos Summer of Aviya e Under the Domim Tree foram ambos transformados em filmes, com Almagor interpretando sua própria mãe. Ela foi casada com Yaakov Agmon, ex-diretor do Teatro Habima, até sua morte em 2020. Eles têm dois filhos.

## Palco, filme e televisão
Almagor desempenhou papéis principais em muitas peças, entre elas Anne Frank, Jeanne d'Arc, O Crisol, Três Irmãs, A Noiva e a Caça às Borboletas, Eles Eram Todos Meus Filhos e Medéia. Ela já apareceu em mais de 50 filmes, incluindo Siege, Queen of the Road, The House on Chelouche Street, Hide and Seek, El Dorado, Vida de acordo com Agfa e O verão de Aviya.
Almagor estrelou como a mãe de Avner, o personagem principal do filme Munique, de 2005. Ela também aparece em The Debt, sobre um ex - agente do Mossad que volta para matar um médico nazista fugitivo. Em 2008, ela interpretou o papel de Lolah Baum na série de 100 episódios Dani Hollywood, transmitida pela rede de satélite Yes. Em 2005, Almagor interpretou um terapeuta na premiada série de televisão israelense BeTipul.

## Trabalho de caridade e serviço público
Almagor fundou o Gila Almagor Wish Fund, uma instituição de caridade para crianças doentes, e foi cofundador da AMI - Associação de Artistas de Israel. Ela atualmente atua como presidente de atividades culturais no Conselho da Cidade de Tel Aviv e em muitos outros conselhos para promover as artes para crianças e nos esforços para fazer intercâmbio internacional entre o mundo das artes performáticas israelenses e no exterior.

## Prêmios e elogios da crítica
Almagor recebeu 10 prêmios Kinor David por seu trabalho no cinema e no teatro.
Ela recebeu o Life Achievement Award no Festival de Cinema de Jerusalém em 1996, um Life Achievement Award da Academia Israelense de Cinema em 1997 e o prêmio Silver Bear de melhor atriz no Summer of Aviya no Berlin Film Festival.
Em 1995, Almagor recebeu o Prêmio Nacional do Livro Judaico por Under the Domin Tree.
Em 1993, ela foi membro do júri no 18º Festival Internacional de Cinema de Moscou. Em 1996, ela foi membro do júri do 46º Festival Internacional de Cinema de Berlim.
Em 1990, foi escolhida como Atriz da Década por Yediot Ahronoth e pelo Instituto de Cinema de Israel. Em 2004, ela recebeu o Prêmio Israel, de cinema. Em 2005, ela recebeu o embaixador Hans Christian Andersen. Em 2007, ela recebeu o Prêmio Liberitas Film Festival pelo conjunto de sua obra (Croácia). Em 2009, a Universidade Ben-Gurion de Negev e a Universidade de Tel Aviv concederam a ela um doutorado honorário.